# Asesinato en Mesopotamia
Asesinato en Mesopotamia es un libro de la escritora británica Agatha Christie, publicado en 1936.

## Argumento
De visita en una excavación arqueológica en Mesopotamia, Hércules Poirot acepta hacerse cargo de la investigación del asesinato de Louise Leidner, la esposa del director de la misma. Su ayudante en este caso será Amy Leatheran, enfermera de la fallecida, contratada para asistirla en las crisis nerviosas que le provocaban los anónimos amenazantes que recibía. Juntos ahondarán en el carácter dominante y manipulador de la víctima, que utilizaba su belleza física para ejercer su dominio sobre los que la rodeaban, así como en su pasado sentimental, que les dará las claves para resolver el asesinato.